# Közeleg a tél
A Közeleg a tél az HBO Trónok harca című középkori fantasysorozatának első része. A forgatókönyvet írta David Benioff és D. B. Weiss, rendezte Tim Van Patten.

## Cselekmény

### A Falon túl
Az Éjjeli Őrség három felderítője, Ser Waymar Royce (Rob Ostlere), Will (Bronson Webb) és Gared (Dermot Keaney) a Falon túl kémkednek a vadak után. Miután néhány megcsonkított holttestre találnak, megpróbálnak visszamenni az Éjjeli Őrség főhadiszállására, azonban a Mások egyik harcosával kell megküzdeniük. A harcban két felderítő meghal, egyiküket azonban valamilyen oknál fogva mégsem öli meg az ellenfél. Ő visszajut a főhadiszállásra, azonban félelmében a dezertálás mellett dönt.

### Királyvárban
Cersei Lannister (Lena Headey), a birodalom királynője és ikertestvére, Jaime Lannister (Nikolaj Coster-Waldau) a király halott segítője John Arryn holttestét figyelik, és azon tanakodnak, vajon felfedett-e bármilyen információit a kettejük kapcsolatáról. Azonban Jaime biztosítja testvérét, hogy valószínűleg semmit sem tudhattak meg kettőjük kapcsolatáról, mert máskülönben már halottak lennének.

### Északon
A bevezető részt követően Észak Starkjai kerülnek bemutatásra, Lord Eddard "Ned" Stark (Sean Bean), és felesége, Lady Catelyn "Cat" Stark (Michelle Fairley) és öt gyermekük, az örökös Robb (Richard Madden), idősebb lányuk Sansa (Sophie Turner), ifjabb lányuk Arya (Maisie Williams), a tízéves Bran (Isaac Hempstead-Wright) és a legfiatalabb, Rickon (Art Parkinson). Ugyanakkor Jon Snow (Kit Harington), Ned fattya és gyámoltjuk Theon Greyjoy (Alfie Allen) is bemutatásra kerül. Ők ketten hasonlóan idősek, akár Robb.
Miután Ned Stark tudomást szerez az elfogott dezertőrről, fiait magával viszi a dezertőr kivégzésére, ugyanis az Éjjeli Őrség tagjai felesküdtek a fal védelmére és helyüket nem hagyhatják el, mert különben halál a büntetésük. A kivégzésre váró Will beismeri tettét, azonban hangsúlyozza azt, hogy mindezt azért tette, mert látta a Másokat. Őt az uralkodó, Ned Stark fejezi le, azonban mikor Bran azt kérdezi, vajon nem volt igaza a felderítőnek, apja hangsúlyozza neki, hogy a Mások minden tudomásuk szerint már évezredek óta halottak.
Hazafele tartva egy halott vérfarkast találnak, akinek a kölykei még éltek. Mivel a Stark család címere egy vérfarkas, Ned mindenik gyermekének ad egyet, mivel pont öten voltak, sőt még fattyának is jut egy fehér farkas, mely a többitől valamivel távolabb volt.
Hazatértekor felesége átadja Ned Starknak a királyi levelet, mely ismerteti Lord Arryn halálát, amely ugyanakkor arról is szól, hogy a király személyesen jön Deresbe. A Stark család fogadja Robert Baratheon (Mark Addy) királyt, feleségét, gyermekeiket, az örökös Joffrey herceget (Jack Gleeson), Myrcella hercegnőt (Aimee Richardson) és a legfiatalabb gyermeket, Tommen herceget (Callum Wharry), Jaime Lannister, királyi őrség és a család tagjaként szintén velük van, akárcsak Tyrion Lannister (Peter Dinklage), a királynő a Jeime kistestvére, aki törpe, és Ördögfiókának szokták csúfolni. A király jó barátja Eddard Starknak, és megvallja neki, hogy már senkiben sem bízik meg az udvarában, ezért kéri őt, hogy legyen a király segítője. A szövetség megerősítése érdekében a király az is javasolja, hogy Sansa és Joffrey házasodjanak össze.
Catelyn levelet kap John Arryn (aki testvére volt) özvegyétől, melyben a nő közli vele, hogy azt feltételezi, férjét nem baleset érte, hanem szándékosan meggyilkolták. Catelyn aggodalmát fejezi ki férjének a szándékaival kapcsolatban, ellenben ez Eddardban csak jobban megerősíti a hitet, hogy barátján, a királyon feltétlenül segítenie kell, és eldönti, vele tart majd Királyvárba.
Bran, aki mindig is szeretett falra mászni véletlenül meglátja a királynőt, amint ikertestvérével szeretkezik. Ezt észrevéve, Jaime kilöki őt a torony egyik ablakán.

### Pentosban
A száműzetésben élő herceg, Viserys Targaryen (Harry Lloyd) arra vágyik, hogy visszaszerezze az apja után örökölt trónt és Robert király uralmának megdöntését tervezi. Annak érdekében, hogy a terveit sikeresen végrehajthassa, testvére Daenerys (Emilia Clarke) és a vitéz Dothraki harcos, Khal Drogo (Jason Momoa) között összehozza az esküvőt, abban bízva, hogy így seregre tehet szert, amivel visszaszerezze a Vastrónt. Bár Daenerrys aggódik a házassága miatt, a bátyja hajthatatlan ez ügyben, ezért végül is összeházasodik a harcos Khallal. Nászajándékként Ser Jorah Mormont (Iain Glen), hűséges támogató lovagja a Hét Királyságról szóló könyvgyűjteménnyel ajándékozza meg, míg Illyrio Mopatis (Roger Allam), aki a házasság elrendezésében segített, három megkövesedett sárkánytojással ajándékozza meg.

## Fordítás
- Ez a szócikk részben vagy egészben  a   Winter is Coming című angol Wikipédia-szócikk ezen változatának fordításán alapul.  Az eredeti cikk szerkesztőit annak laptörténete sorolja fel. Ez a jelzés csupán a megfogalmazás eredetét és a szerzői jogokat jelzi, nem szolgál a cikkben szereplő információk forrásmegjelöléseként.